# Nordiskt Vägforum
Nordiskt Vägforum (NVF) är ett kunskapskluster inom väg- och vägtransportsektorn i Norden. Forumet arbetar för internationell harmonisering av regelverk och för nordisk samordning gentemot EU. 
NVF grundades 1935 i Stockholm. Akronymen NVF stod fram till 2008 för Nordiska Vägtekniska Förbundet. Forumet arrangerar regelbundet samnordiska möten, varav det största är kongressen Via Nordica som hålls vart fjärde år.
NVF:s viktigaste arbete sker i forumets tiotal arbetsutskott. Medlemsorganisationernas ledning nominerar deltagare till utskotten. Ett exempel på pågående arbete är nordisk harmonisering av kontrollbesiktning av tunga fordons bromsar. När resultatet införs i de nordiska länderna kommer åkeriernas rättssäkerhet att öka och kostnader att minska, genom att de inte längre riskerar att få samma lastbil som godkänts i hemlandet underkänd i ett annat nordiskt land. Ett annat viktigt område är gemensamma regler för fordons mått och vikt, hantering av överlaster och så vidare. Ytterligare exempel är satsningen på att utveckla en gemensam nordisk anläggningsmarknad. Genom att harmonisera kontraktskrav, underlättas för företagen att verka inom hela Norden. Det väntas på sikt leda till ökad konkurrens och lägre kostnader för skattebetalarna.

## Medlemmar
NVF har över 800 aktiva medlemmar. Den svenska avdelningen har cirka 70 medlemsorganisationer. Dessa inkluderar bland andra Näringsdepartementet, Trafikverket, Transportstyrelsen och Riksförbundet Enskilda Vägar; samtliga organisationer finns listade på NVF:s webbsida. Den svenska avdelningens ordförande är Trafikverkets generaldirektör.

### Medlemsavgift
Medlemsavgiften beror på medlemsorganisationens storlek och uppgår till 10 000 kr/år för de största företagen (2009). NVF är öppet även för privatpersoner, för vilka avgiften är 50 kr/år.

## Via Nordica
Kongressen brukar samla cirka 1000 deltagare. Deltagarna kommer främst från de nordiska länderna, men antalet utomnordiska deltagare har blivit allt fler.
Via Nordica manifesterar brytpunkten mellan NVF:s fyraåriga arbetsperioder, så kallade kongressperioder. Vid kongressen växlas också ansvaret att vara "ledande land" med ansvar för att samordna NVF:s nationella avdelningar. Den första kongressen hölls redan år 1935.

### Kongressens syfte
Viktiga syften med Via Nordica är att utveckla vägsektorns nätverk i Norden, presentera branschnyheter och framförallt redovisa resultat från NVF-utskottens arbete under den avslutade kongressperioden samt diskutera implementering av dessa resultat.

### Tema
Varje Via Nordica har ett unikt tema. 2012 års kongresstema var "Vägval" (Crossroads). 

### Språk
Via Nordica hålls på "skandinaviska". Talarna väljer fritt mellan svenska, norska och danska. Kongressen består av dels plenumsessioner och dels parallella sessioner (normalt 3-4 i taget). Vid 2012 års kongress genomfördes för första gången alltid en av de parallella sessionerna på engelska, detta för att öka det utomnordiska intresset för att delta i kongressen.

### Utställning
Kongressen har en stor utställning där företag och organisationer presenterar sig, sitt arbete och sina produkter eller tjänster.

### 2012 års Via Nordica
Kongressen hölls i Reykjavik på Island, i det nybyggda konsert- och kongresshuset Harpa (konserthus). 
Det finns också en detaljerad rapport från Via Nordica 2012.